# Laietani
Die Laietani (lateinisch Laiētanī und griechisch Λαιαιτανοί Laiatanoi) waren eine iberische Volksgruppe, die an der Küste in der heutigen Provinz Barcelona lebte. Sie besiedelten den Raum  zwischen Barkeno am Táber-Hügel (die heutige Ciutat Vella) und Laie (oder Laiesken) am Montjuïc, also zwischen den Flüssen Llobregat und Tordera. 

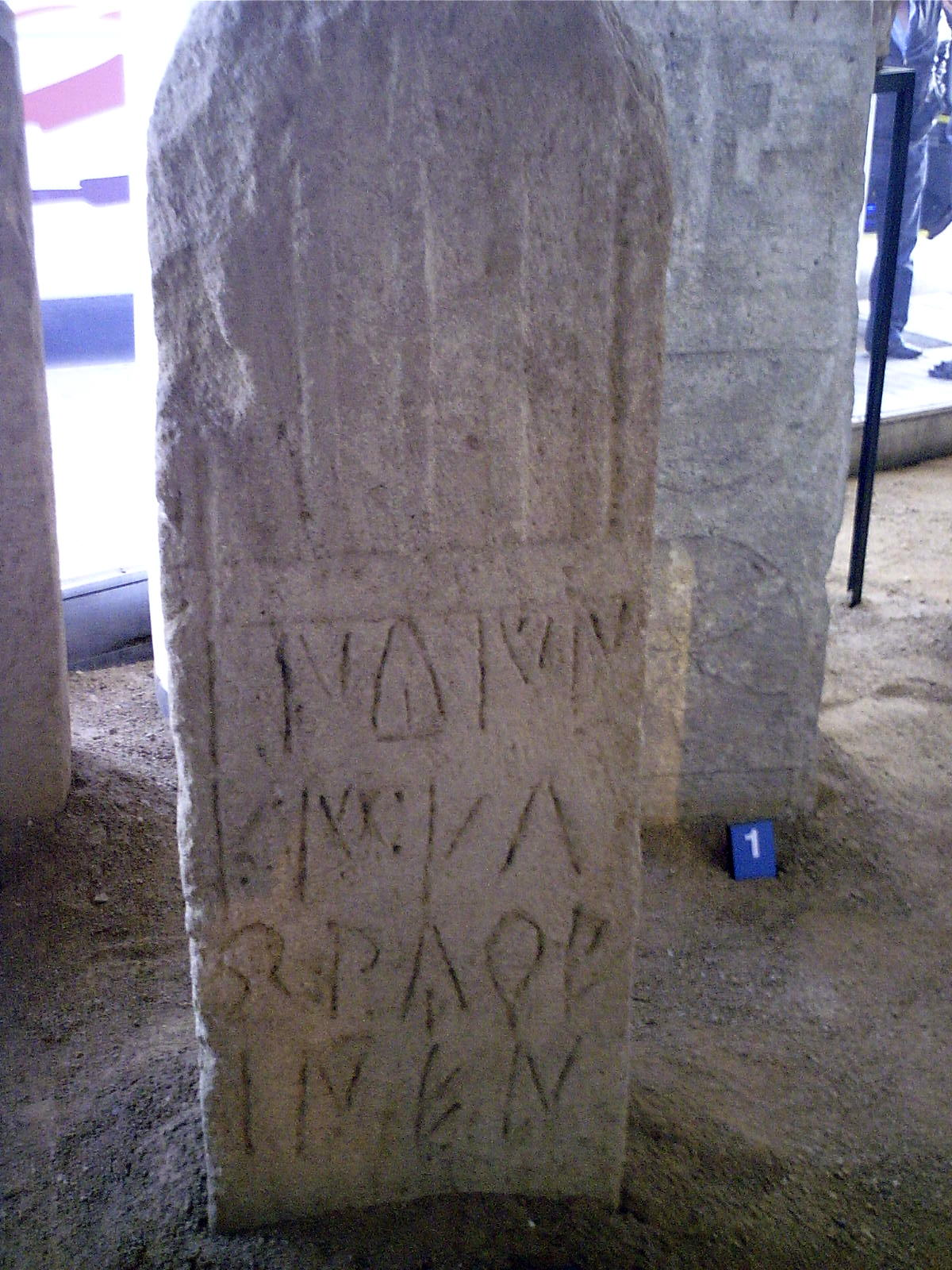
Stele von Badalona (Museu de Badalona)

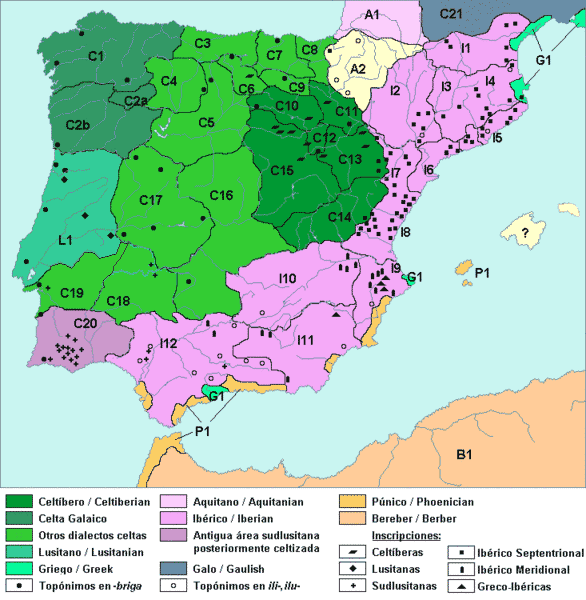
Sprachfamilien auf der iberischen Halbinsel vor der römischen Eroberung.